# (395) Делия
(395) Делия (др.-греч. Δηλία) — астероид главного пояса, который принадлежит к тёмному спектральному классу C. Он был открыт 30 ноября 1894 года французским астрономом Огюстом Шарлуа в обсерватории Ниццы и назван в честь Делии, альтернативного имени древнегреческой богини Артемиды.

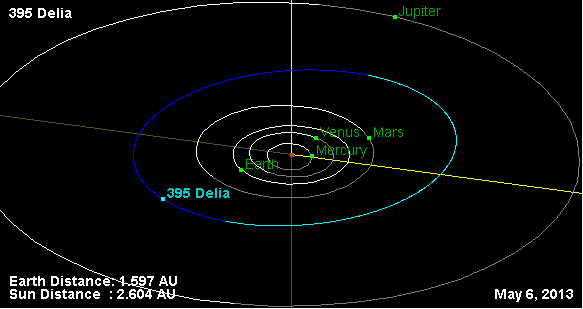
Орбита астероида Делия и его положение в Солнечной системе